# Personer i Sverige födda i Syrien
Till personer i Sverige födda i Syrien (arabiska: السوريون في السويد) räknas personer som är folkbokförda i Sverige och som har sitt ursprung i Syrien. Enligt Statistiska centralbyrån fanns det 2019 i Sverige sammanlagt 242 150 personer som själva är födda i Syrien eller har minst en förälder som är det. De som är födda i Syrien utgör den största gruppen utrikes födda i landet. Huvuddelen är flyktingar från det syriska inbördeskriget. Gruppen svensksyrier utgjorde 2019 ungefär 2,3 % av Sveriges befolkning. Åren 2014–2018 var personer från Syrien den vanligaste invandrargruppen. Av de som invandrat från Syrien hade de allra flesta eller 78 % kommit under åren 2014–2018.
I september 2013 fastslog de svenska migrationsmyndigheterna att alla syriska asylsökande kommer att beviljas permanent uppehållstillstånd i ljuset av den förvärrade konflikten i Syrien. Sverige var det första EU-land att ge detta erbjudande.
Både sunni- och shiamuslimer finns bland flyktingarna, såväl som sekulära muslimer, med flera grupper. Bland syriska flyktingar finns kurder samt kristna assyrier/syrianer. 
Syriska riksförbundet organiserar en rad syriska föreningar i Sverige.

## Historik

### Bakgrund

Många syrier flyr från det syriska inbördeskriget via båt från Turkiet till Grekland för att ta sig till Europa. På bilden syns bland annat syriska flyktingar anlända i Lesbos i Grekland. Bilden är tagen oktober 2015.

Syrier började komma till Sverige på 1980-talet.
Flyktingkrisen började 2011, då tusentals syriska medborgare flydde över gränsen till grannlandet Turkiet och Libanon till följd av bombattacker, etnisk förföljelse och religionsförföljelse. Totalt 4,9 miljoner människor har flytt från Syrien från april 2011 till december 2015. Majoriteten av dem som flytt befinner sig i grannländer, främst Turkiet (2,5 miljoner syriska flyktingar), Libanon, Jordanien och Irak, ofta i tältläger.  Turkiet har spenderat mer än 8 miljarder euro sedan 2011 och 2015 som direkt stöd enligt beräkningar av turkiska utbildningssministeriet.

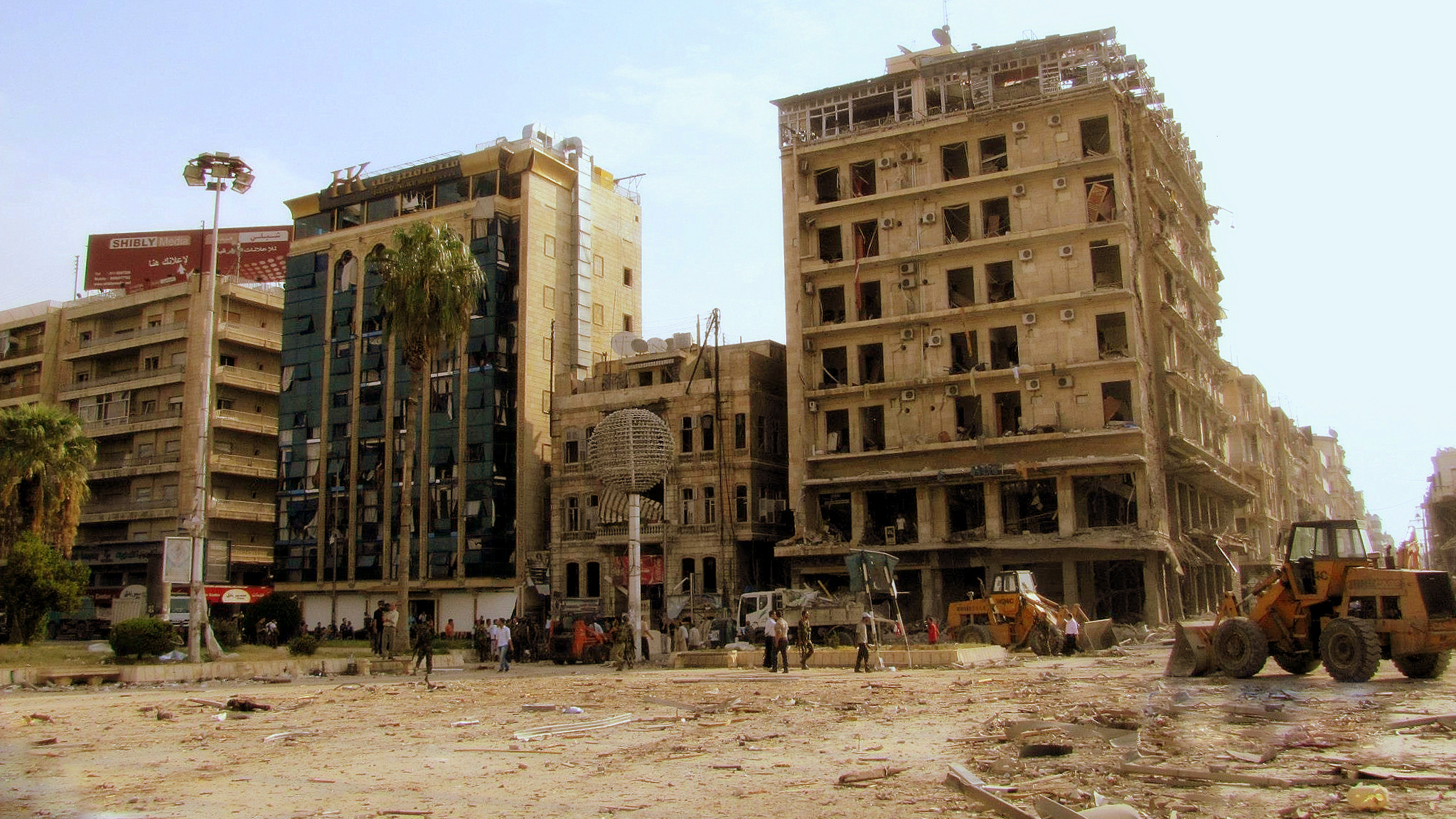
Levnadsförhållandena i Syrien har beskrivits som omänskliga av FN och människorättsorganisationer. Den brutala situationen i Syrien är en av anledningarna till att människor väljer att fly till bland annat Sverige. På bilden syns ett kvarter i Aleppo oktober 2012, där tre bilbomber ägt rum.

Till Europa hade 814 000 syrier nått under 2011 till november 2015. Syrien är därmed det största ursprungslandet som ligger bakom flyktingkrisen i Europa 2015. De tre största mottagarländerna för syriska asylsökanden i Europa är Serbien (276 000 ansökningar), Tyskland (184 000) och Sverige (184 000) under perioden.

## Statistik
Den 31 december 2016 fanns 149 418 personer i Sverige som var födda i Syrien, varav 87 485 män (58,55 %) och 61 933 kvinnor (41,45 %). Motsvarande siffra för den 31 december 2000 var 14 162, varav 6 991 män (49,36 %) och 7 171 kvinnor (50,64 %).
Den 31 december 2015 fanns 69 989 personer i Sverige som saknade svenskt medborgarskap men hade syriskt medborgarskap, varav 41 800 män (59,72 %) och 28 189 kvinnor (40,28 %).

### Utbildningsnivå
Enligt en rapport ifrån Statistiska centralbyrån år 2014 hade 38% av invånare födda i Syrien förgymnasial utbildning, 20% har gymnasial utbildning, 20% har eftergymnasial utbildning kortare än 3 år och 10% eftergymnasial utbildning längre än 3 år.

### Åldersfördelning
Siffror från Statistiska centralbyrån enligt den 31 december 2016:
| Ålder | Antal  | Andel   | Varav män | Kvinnor |
| ----- | ------ | ------- | --------- | ------- |
| 0–14  | 34 533 | 23,11 % | 18 145    | 16 388  |
| 15–24 | 27 725 | 18,56 % | 17 730    | 9 995   |
| 25–54 | 74 535 | 49,88 % | 44 776    | 29 759  |
| 55–64 | 8 329  | 5,57 %  | 4 702     | 3 627   |
| 65–w  | 4 296  | 2,88 %  | 2 132     | 2 164   |

### Antal personer med syrisk bakgrund i Sverige
Den 31 december 2016 fanns utöver de 149 418 personerna födda i Syrien 34 015 personer (varav 17 582 män och 16 433 kvinnor) som var födda i Sverige men hade syrisk bakgrund eller ursprung, enligt Statistiska centralbyråns definition:
- Personer födda i Sverige med båda föräldrarna födda i Syrien: 16 690, varav 8 628 män och 8 062 kvinnor
- Personer födda i Sverige med fadern född i Syrien och modern i ett annat utländskt land: 5 787, varav 3 015 män och 2 772 kvinnor
- Personer födda i Sverige med modern född i Syrien och fadern i ett annat utländskt land: 7 439, varav 3 843 män och 3 596 kvinnor
- Personer födda i Sverige med fadern född i Syrien och modern i Sverige: 2 727, varav 1 386 män och 1 341 kvinnor
- Personer födda i Sverige med modern född i Syrien och fadern i Sverige: 1 372, varav 710 män och 662 kvinnor

### Historisk utveckling

#### Syriskt medborgarskap
| Syriska medborgare utan svenskt medborgarskap i Sverige 1973–2015                                                         | Syriska medborgare utan svenskt medborgarskap i Sverige 1973–2015 | Syriska medborgare utan svenskt medborgarskap i Sverige 1973–2015 | Syriska medborgare utan svenskt medborgarskap i Sverige 1973–2015 | Syriska medborgare utan svenskt medborgarskap i Sverige 1973–2015 |
| --- | ----------------------------------------------------------------- | ----------------------------------------------------------------- | ----------------------------------------------------------------- | ----------------------------------------------------------------- |
| |                                                                   |                                                                   |                                                                   |                                                                   |
| År |                                                                   |                                                                   | Folkmängd                                                         |                                                                   |
| 1973 | 1973                                                              |                                                                   | 219                                                               |                                                                   |
| 1975 | 1975                                                              |                                                                   | 369                                                               |                                                                   |
| 1980 | 1980                                                              |                                                                   | 1 554                                                             |                                                                   |
| 1985 | 1985                                                              |                                                                   | 1 322                                                             |                                                                   |
| 1990 | 1990                                                              |                                                                   | 3 637                                                             |                                                                   |
| 1995 | 1995                                                              |                                                                   | 3 338                                                             |                                                                   |
| 2000 | 2000                                                              |                                                                   | 6 035                                                             |                                                                   |
| 2005 | 2005                                                              |                                                                   | 3 610                                                             |                                                                   |
| 2010 | 2010                                                              |                                                                   | 4 083                                                             |                                                                   |
| 2011 | 2011                                                              |                                                                   | 4 961                                                             |                                                                   |
| 2012 | 2012                                                              |                                                                   | 9 067                                                             |                                                                   |
| 2013 | 2013                                                              |                                                                   | 20 511                                                            |                                                                   |
| 2014 | 2014                                                              |                                                                   | 42 186                                                            |                                                                   |
| 2015 | 2015                                                              |                                                                   | 69 989                                                            |                                                                   |
| Anm.: Befolkning den 31 december respektive år. Personer med dubbelt medborgarskap, varav det ena svenskt, inräknas inte. |                                                                   |                                                                   |                                                                   |                                                                   |

#### Födda i Syrien
| Personer i Sverige födda i Syrien 1960–2024 | Personer i Sverige födda i Syrien 1960–2024 | Personer i Sverige födda i Syrien 1960–2024 | Personer i Sverige födda i Syrien 1960–2024 | Personer i Sverige födda i Syrien 1960–2024 |
| --- | ------------------------------------------- | ------------------------------------------- | ------------------------------------------- | ------------------------------------------- |
| |                                             |                                             |                                             |                                             |
| År |                                             |                                             | Folkmängd                                   |                                             |
| 1960 | 1960                                        |                                             | 6                                           |                                             |
| 1970 | 1970                                        |                                             | 100                                         |                                             |
| 1980 | 1980                                        |                                             | 1 606                                       |                                             |
| 1990 | 1990                                        |                                             | 5 874                                       |                                             |
| 2000 | 2000                                        |                                             | 14 162                                      |                                             |
| 2001 | 2001                                        |                                             | 14 646                                      |                                             |
| 2002 | 2002                                        |                                             | 15 156                                      |                                             |
| 2003 | 2003                                        |                                             | 15 692                                      |                                             |
| 2004 | 2004                                        |                                             | 16 168                                      |                                             |
| 2005 | 2005                                        |                                             | 16 772                                      |                                             |
| 2006 | 2006                                        |                                             | 17 768                                      |                                             |
| 2007 | 2007                                        |                                             | 18 229                                      |                                             |
| 2008 | 2008                                        |                                             | 18 786                                      |                                             |
| 2009 | 2009                                        |                                             | 19 646                                      |                                             |
| 2010 | 2010                                        |                                             | 20 758                                      |                                             |
| 2011 | 2011                                        |                                             | 22 357                                      |                                             |
| 2012 | 2012                                        |                                             | 27 510                                      |                                             |
| 2013 | 2013                                        |                                             | 41 748                                      |                                             |
| 2014 | 2014                                        |                                             | 67 671                                      |                                             |
| 2015 | 2015                                        |                                             | 98 216                                      |                                             |
| 2016 | 2016                                        |                                             | 149 418                                     |                                             |
| 2017 | 2017                                        |                                             | 172 258                                     |                                             |
| 2018 | 2018                                        |                                             | 185 991                                     |                                             |
| 2019 | 2019                                        |                                             | 191 530                                     |                                             |
| 2020 | 2020                                        |                                             | 193 594                                     |                                             |
| 2021 | 2021                                        |                                             | 196 077                                     |                                             |
| 2022 | 2022                                        |                                             | 197 799                                     |                                             |
| 2023 | 2023                                        |                                             | 197 201                                     |                                             |
| 2024 | 2024                                        |                                             | 196 152                                     |                                             |
| Anm.: Befolkning den 31 december respektive år förutom åren 1960 och 1970 som avser förhållandet den 1 november och år 1980 som avser förhållandet den 15 september. |                                             |                                             |                                             |                                             |